# Сан-Джакомо-дельи-Спаньоли (Неаполь)
Сан-Джакомо-дельи-Спаньоли (итал. Chiesa di San Giacomo degli Spagnoli; исп. Santiago de los Españoles — церковь святого Иакова испанцев) — базилика на площади Пьяцца-Муниципио в центре Неаполя, Италия. Церковь эпохи Возрождения была окружена в 1812 году Палаццо Сан-Джакомо, построенным королем Фердинандом I Бурбонским, когда он возводил центральный корпус для резиденции своего правительства рядом с крепостью Кастель-Нуово. Палаццо Сан-Джакомо в настоящее время является муниципалитетом города Неаполя. Другая церковь под тем же названием — Сан-Джакомо-дельи-Спаньоли — находится в Риме.

## История
Первая церковь на этом месте была построена в 1540 году испанским вице-королем Доном Педро Альваресом де Толедо, маркизом Виллафранка, и была связана с соседней больницей для бедных. Церковь была посвящена Святому Иакову, покровителю Испании, и спроектирована Фердинандо Манлио.
В 1911 году церковь была возведена в статус королевской базилики. Она пострадала во время бомбардировок Второй мировой войны. В наше время храм редко открывают для публики. Он считается одним из самых важных архитектурных сооружений вице-королевского периода и признан национальной церковью Испании, кроме того, церковь находится в ведении «Королевского братства испанской знати Святого Иакова» (Real Hermandad de Nobles Españoles de Santiago).

## Интерьер церкви
Церковь сохраняет первоначальную форму и планировку шестнадцатого века, состоящую из трёх нефов, за исключением фасада, который был преобразован последующими вмешательствами. Центральный неф перекрыт цилиндрическим сводом с люнетами, а боковые нефы имеют ряд последовательных небольших куполов. Необычно расположение центрального купола между трансептом и апсидой.
В интерьере храма до настоящего времени сохранилось несколько монументальных надгробий, в том числе вице-короля Дона Педро де Толедо, его жены и сына, созданных в 1570 году Джованни да Нола. Гробница расположена за главным алтарем, она доступна через дверь, расположенную на левой стороне пресвитерия. Надгробный памятник был создан в 1570 году Джованни да Нола по воле самого вице-короля Неаполя, который, однако, умер до завершения работ над саркофагом, поэтому его пришлось похоронить внутри собора Флоренции.
Возле входа две скульптуры Франческо Кассано. Кроме того, гробница Фердинандо Майорки и его жены Порции Конилья в апсиде была завершена Микеланджело Наккерино. Гробница Альфонсо Басурто была создана Аннибале Каккавелло и Джованни Доменико Д’Аурия.

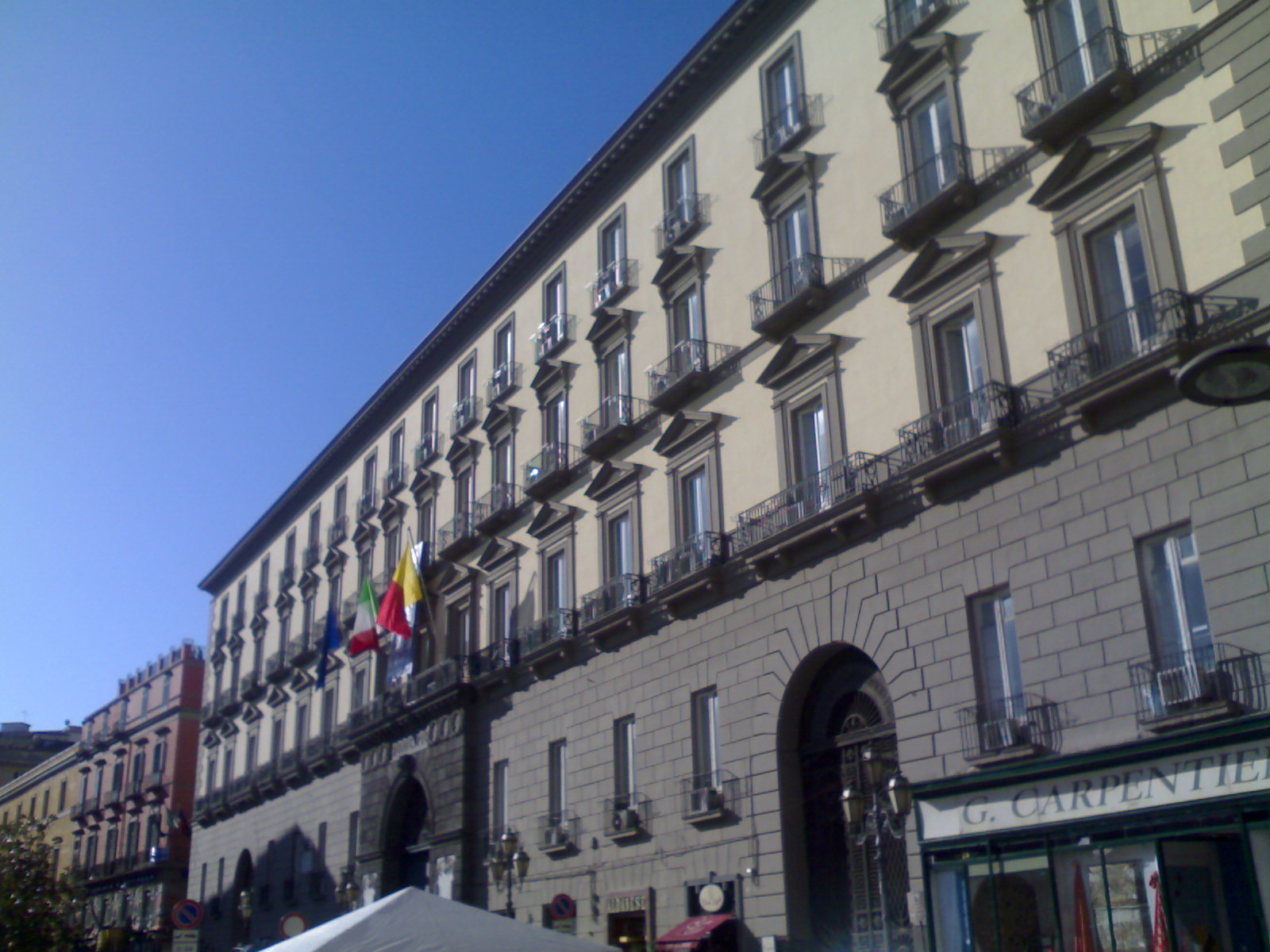
Палаццо Сан-Джакомо. Фасад. 1812
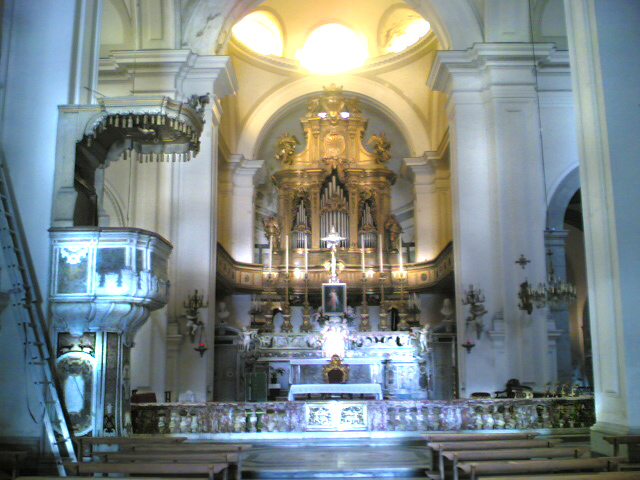
Интерьер церкви. Алтарь
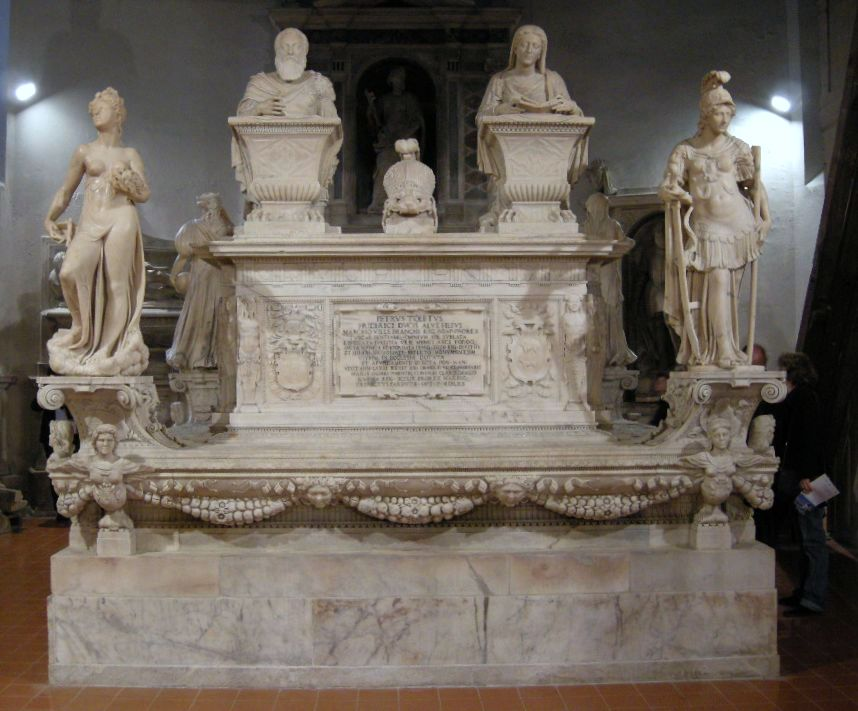
Джованни да Нола. Гробница вице-короля Дона Педро де Толедо. 1570
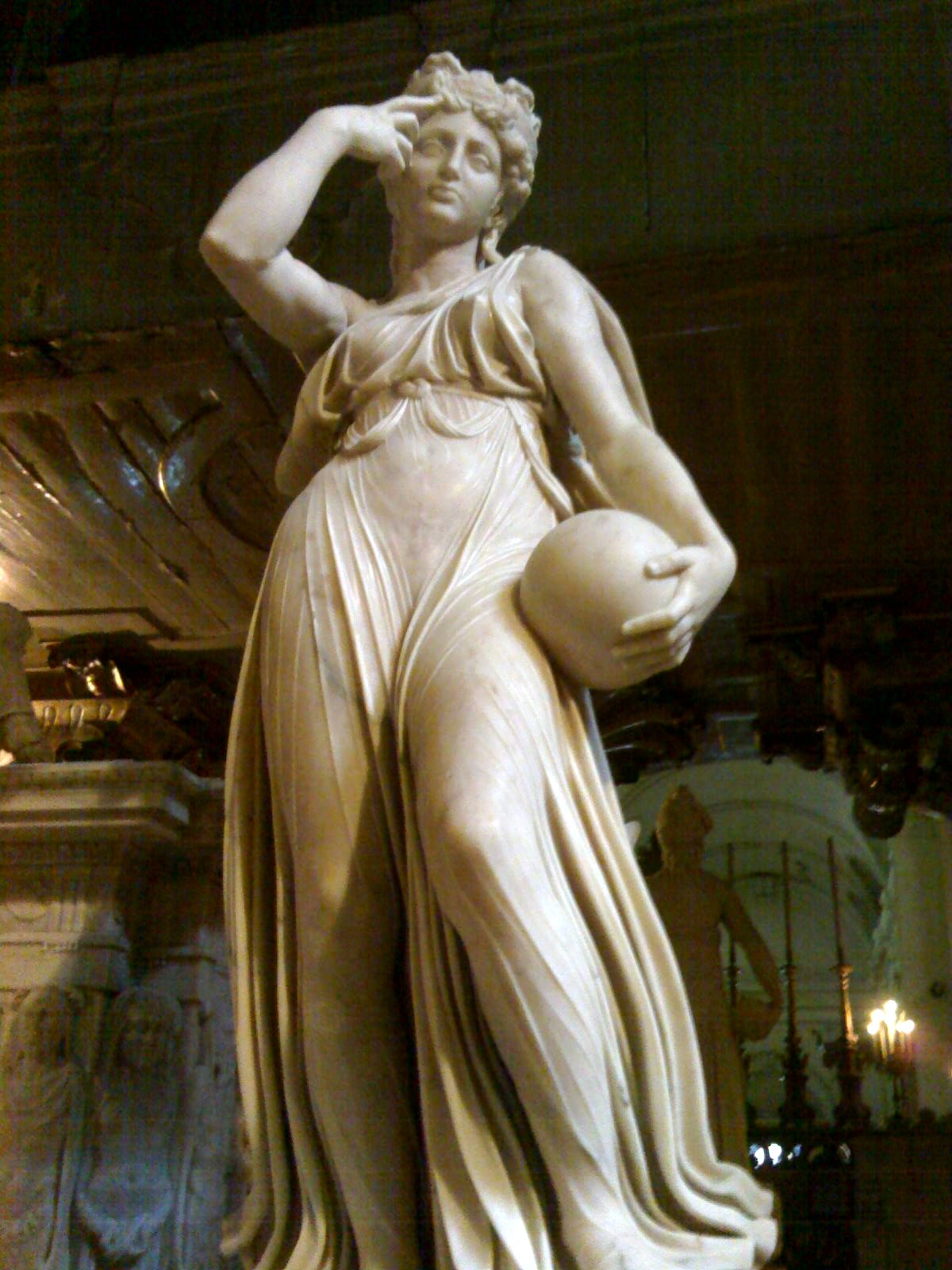
Статуя «Юстиция» гробницы Дона Педро де Толедо
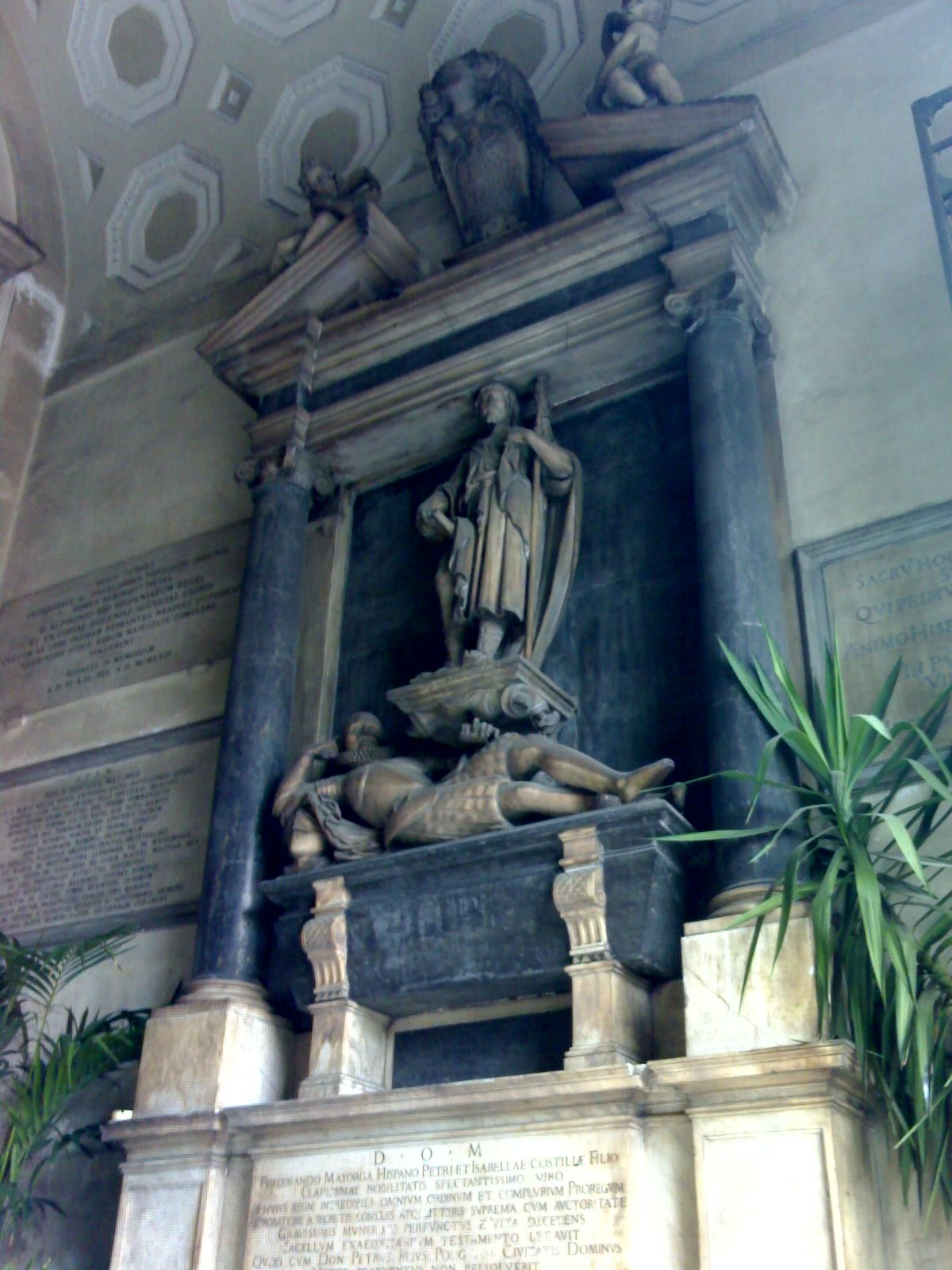
Mонумент Фердинандо Майорки
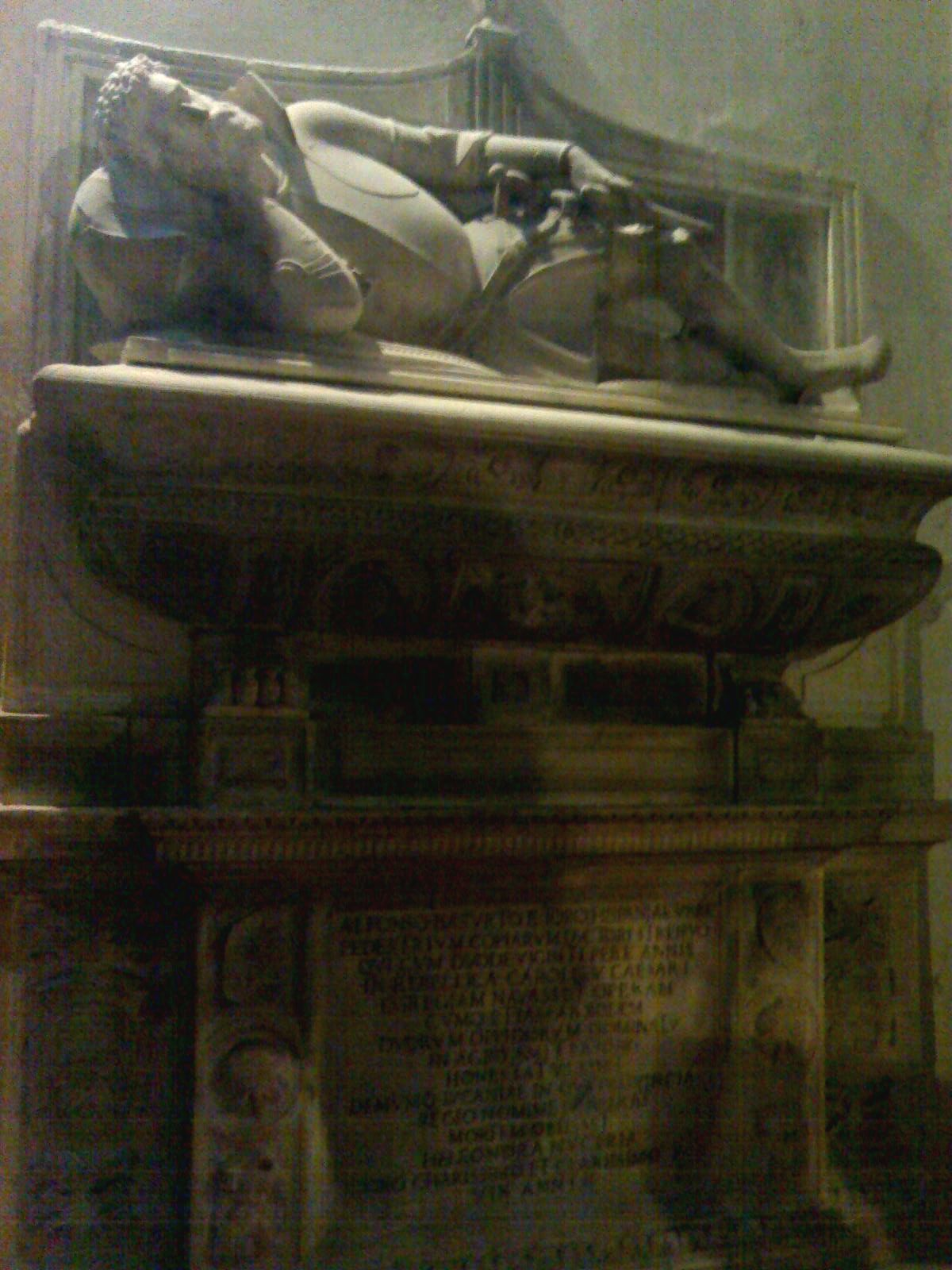
Надгробие Альфонсо Басурто